# Circondario del Meno-Spessart
Il circondario del Meno-Spessart (in tedesco Main-Spessart) è un landkreis della Germania. Deve il proprio nome al fiume Meno ed alla zona collinosa dello Spessart.

## Storia
Il nuovo circondario del Mittelmain ("Meno centrale") fu creato nel 1972 dalla fusione dei circondari di Gemünden, Lohr (senza Rothenbuch che fu trasferito al circondario di Aschaffenburg) e della gran parte dei circondari di Karlstadt e Marktheidenfeld (esclusa la zona di Stadtprozelten). Nel 1973 il nome fu cambiato in quello attuale. Il capoluogo avrebbe dovuto essere inizialmente Lohr am Main. Nell'ottobre 1972 invece si decise per Karlstadt.

## Città e comuni
(Abitanti il 31 dicembre 2023)
| Comuni del circondario | Città 1. Arnstein (8 272) 2. Gemünden am Main (10 012) 3. Karlstadt (15 062) 4. Lohr am Main (15 353) 5. Marktheidenfeld (11 724) 6. Rieneck (1 941) 7. Rothenfels (1 022) Comuni mercato 1. Burgsinn (2 333) 2. Frammersbach (4 602) 3. Karbach (1 464) 4. Kreuzwertheim (3 944) 5. Obersinn (944) 6. Thüngen (1 411) 7. Triefenstein (4 459) 8. Zellingen (6 552) Zone extracomunali (203,70 km²) 1. Burgjoß (23,13 km²) 2. Forst Aura (23,42 km²) 3. Forst Lohrerstraße (21,35 km²) 4. Frammersbacher Forst (16,81 km²) 5. Fürstl. Löwensteinscher Park (30,67 km²) 6. Haurain (3,14 km²) 7. Herrnwald (2,99 km²) 8. Langenprozeltener Forst (8,66 km²) 9. Partensteiner Forst (19,36 km²) 10. Ruppertshüttener Forst (17,82 km²) | Comuni 1. Aura im Sinngrund (947) 2. Birkenfeld (2 207) 3. Bischbrunn (1 834) 4. Erlenbach bei Marktheidenfeld (2 465) 5. Esselbach (2 125) 6. Eußenheim (3 098) 7. Fellen (855) 8. Gössenheim (1 089) 9. Gräfendorf (1 317) 10. Hafenlohr (1 769) 11. Hasloch (1 431) 12. Himmelstadt (1 560) 13. Karsbach (1 730) 14. Mittelsinn (850) 15. Neuendorf (817) 16. Neuhütten (1 128) 17. Neustadt am Main (1 254) 18. Partenstein (2 732) 19. Rechtenbach (1 024) 20. Retzstadt (1 633) 21. Roden (1 006) 22. Schollbrunn (881) 23. Steinfeld (2 137) 24. Urspringen (1 420) 25. Wiesthal (1 238) |